# 魔女っ子戦隊 パステリオン
『魔女っ子戦隊パステリオン』（まじょっこせんたい パステリオン）は、松沢夏樹による日本の漫画作品。エニックス（現・スクウェア・エニックス）発行の漫画雑誌『月刊Gファンタジー』にて連載された。単行本は全5巻が出され、ドラマCDも発売された。2009年には新装版（全4巻）が一迅社より発行された。

## 概要
松沢夏樹が、『月刊Gファンタジー』で連載した2つ目の作品である。元来、魔女っ子物が大好きと公言する作者の煩悩の塊のような作品である。かつ、女の子が沢山出るからノリノリで書いていたと言っている（公式HPコメントより）。女性の読者層が多かった本誌において、男性向けギャグ作品としてある意味、異色な作品の1つであった。

## ストーリー
11歳の女の子、天寺鈴希、月夜美琴、裾野雪彦（男）が地球の平和を守るべく、地球侵略を企てる悪の国家「神聖魔法国ヴァジュラム」（主にその地上侵攻部隊指揮官のD-アーネ）との戦いを繰り広げる。

## 登場人物
ここでは作中に登場する人物について記述する。

### メインキャラクター（パステリオン）
先代や新世代、異次元のパステリオンは別記。
天寺鈴希（あまてら すずき / パステルレッド）
年齢-10歳　誕生日-8月3日　血液型-O型　身長-138cm（変身時139cm）　体重-34kg（変身時35kg）　髪の色-茶色（変身時：赤）　好きなもの-変身ヒーロー 　愛称-すーちゃん
美琴の小学校に転校してきた元気いっぱいの少女。所属は5年3組。
頭はあまり良くなく、難しい事を考えると頭がオーバーヒートするが、正義感が強く、運動神経も抜群で、跳び箱も体操競技のように跳んだり、鉄の扉に突っ込んだりしても何とも無いなど、極めて頑丈。食欲も旺盛で、気絶から目覚める際もケーキに反応した。美琴をいじめる北沢などには「クツ底パンチ」「お目覚めのモーニングキック」など、何かと技名をつけて様々な攻撃をする。魔法少女でありながら肉弾戦を得意とし、唯一使える魔法も自爆魔法である。
所持する宝珠は太陽を象徴とする赤色で、陸の特性を持つ。名前の由来は天照大神。仲間2人が変身時には16歳の体系になるのに対し、自身は小学生のままである。変身時の掛け声は「宝珠天身!! 天の光もて身にまとわせよ七つの宝珠!! 一心 二天 三神 四界 五色 六光 七つのパステル その身にまとえドミニオン!!」。
ヴァジュラムとの戦い後、進級し6年3組（担任はティー子先生）となる。その1年間をブラック＝ロアと戦い、さらにその後は様々な侵略者との戦いを経て、最終的に雪彦と結婚するに至る。
道づれ魔法 ゴッドストーム
エピソード1、3で使用。手に触れてさえいればどんな相手も吹っ飛ばす無敵の捨て身魔法。捨て身ゆえに自身も爆発や吹っ飛びによるダメージを負ってしまう（レッドいわく「特に着地が痛い」らしい）が、イエローの登場により「受け止めてくれる仲間」が出来てダメージが軽減された。ただ、仲間の登場によりレッドも無茶をする必要がなくなったため、使用機会も無くなる。
ハイパーメガトン流星キック
エピソード1で初使用。いわゆる跳び蹴り。初登場時のみならず、先の展開でも度々使用されている。
口より先に手が出るパンチ / 足が出るキック
エピソード1で初使用。いわゆるパンチおよびキックなのだが、この技名はD-アーネの呪文詠唱中などに速攻する時などに用いられる。同種の攻撃に「あんたなんかにゃ魔法はもったいないパンチ」などがある。
回転風車キック
エピソード4で使用。イエローがレッドの身体を持って回転させて両足で蹴る合体技。D-アーネの奇襲を撃退した。
パステルキャノン
エピソード10で初使用。レッド、イエロー、ブルーの魔力を収束させて放つ合体魔法。最終的に放つのがレッドであるためここに記述。
魔法拳 げんこつボンバー
エピソード22で使用。魔力を拳に集中させて叩き込む技。
絶対打撃グローブ パステリオンハンマー・ナックル
エピソード31で使用。心・魔力・力を1つにして奇跡の超物質を生み出す物質化魔法。レッドが主体の場合はグローブが物質化する。
パステル ブロークン・レインボウ
エピソード35で使用。7人のパステリオンによる合体攻撃で、7色の光線を放つ技。その軌跡は地表からもはっきりと見える巨大な「虹」として人々の目に映った。この一撃によって、今回の戦いに決着がついた。
月夜美琴（つくよ みこと / パステルイエロー）
年齢-10歳　誕生日-11月11日　血液型-A型　身長-137cm（変身時166cm）　体重-32kg（変身時46kg）　髪の色-黒（変身時：黄色）　特技-ピアノ 愛称-ミコちゃん
美琴自体はエピソード1で登場するが、パステルイエローとしては、エピソード3で登場。所属は5年3組。眼鏡を着用。
元々は内気でいじめられっ子だったが、鈴希と出会ったことで明るくなり、勇気も得ていく。
パステリオン3人の中で最も魔法少女らしい魔法少女であり、強大な魔法能力を持つ。所持する宝珠は月と星を象徴とする黄色で、空の特性を持つ。名前の由来は月読尊。変身した際、3人の中で最も大きく姿が変化する。また羽で自由に飛ぶことが出来る。その性能は凄まじく、月へも30分で行ける。変身時の掛け声は「宝珠天身!! 陰陽の理あらわす二天の日月 その光もて身にまとわせよ七つの宝珠!! 一心 二天 三神 四界 五色 六光 七つのパステル その身にまとえドミニオン!!」。
ヴァジュラムとの戦い後、進級し6年3組（担任はティー子先生）となる。その1年間をブラック＝ロアと戦い、さらにその後は様々な侵略者との戦いを経て、最終的に高原刑事と結婚するに至る。
ミラー
エピソード3で初使用。名の通り、敵の魔法を跳ね返す。
撃破（バン）
エピソード3で使用。唱える言語が多いほど強力になる呪文において、たった2音でD-アーネを倒して見せた呪文。それだけパステリオンの魔法力が強いという事を証明した呪文でもある。
復元
エピソード3で使用。「日月の印むすびて願いませ 形なす物たちの姿あらわしたまえ」の呪文で発動。一瞬にして崩壊した校舎を元通りにしてみせた。
呪縛結界
エピソード4で使用。魔法陣の中に対象を縛り付ける呪文。下記の超重力子召喚と併せて使用された。
超重力子召喚
エピソード4で使用。超小型ブラックホールを召喚する。物体はもちろん音や声も吸い込まれる。対象は敵味方を問わないためレッドも吸い込まれそうになったが、直前に解除された。イエローいわく「吸い込まれない練習」が必要らしい。
雷神
エピソード6で使用。「蒼天にとどろく二柱の雷神よ! 我が神命の元に轟雷を発せよ!」の呪文で発動。2対の巨大な竜を召喚し、その口から雷撃を放つものと思われたが、時空崩壊の問題により発動をキャンセルした。
地球結界
エピソード7で使用。地球を丸ごと魔力を無効化する結界で包む魔法。結界内では魔法力が1万分の1に抑え込まれる。結界魔法ならば時空に影響を及ぼさないため思いっきりやれるが、術者は限界ギリギリまで力を搾り取られ、下手したら命の危険もある。だが、イエローはためらい無く使用を決断した。より強力な結界を張るためレッドも協力したが、後にカルラ救出のため場を離れた。それに代わり、敵味方の立場を超えたD-アーネの協力により、結界発動にこぎつけた。詠唱呪文は「封魔結界呪!! 天の御柱 地にふりたまいし天の光 天の雷 天の御霊 地平の果てに 海の果てに 我が神勅によりて魔を退けよ!!」。
封魔閃光弾
エピソード9で初使用。D-アーネの超魔竜牙槍を落とすために放ったが、逆にかき消される。
パステルセラフィティウェーブ
エピソード12で初使用。パステルトライアングルでレッド、イエロー、ブルーの魔力を収束させて放つ合体魔法。最終的に放つのがイエローであるためここに記述。なお、この魔法は「攻撃」ではなく「優しい光で聖なる奇跡」を起こすというもの（例として暴走したティー子先生を元に戻した）。
聖霊結界（ホーリーシールド）
エピソード22で使用。霊に取り付かれないための結界だが、自分にしかかけられない。
冥界の門
エピソード22で使用。幽霊の集合体に穴を開け、中へと進入するための門を開く。
蛍火
エピソード30で使用。蛍のような無数の光を生み出す魔法。1つ1つが並の爆裂魔法の10倍は威力がある魔法球であり、それを一点に集中させて爆発させる。
絶対防衛シールド
エピソード31で使用。心・魔力・力を1つにして奇跡の超物質を生み出す物質化魔法。イエローが主体の場合はシールドが物質化する。
裾野雪彦（すその ゆきひこ / パステルブルー）
年齢-10歳　誕生日-2月7日　血液型-AB型　身長-162cm（変身時172cm）　体重-49kg（変身時54kg）　髪の色-水色（変身時：青）　好きなもの-かわいいもの 愛称-ユキちゃん
パステルブルーとしてエピソード9で登場し、エピソード10で雪彦として登場した転校生。所属は5年3組。
「魔女っ子戦隊」でありながら、唯一の男子で、しかも普段から女装をしているが、女の子が大好きである。実家は「料亭あおい」という料理屋で、お屋敷に住んでいる。
剣技に長けており、クサナギ・ブレードによる戦闘が中心となる。この剣による斬撃は「魔法を斬る」事ができる。また、変身せずとも魔法を使うことができ、テレポートや水を操る魔法を披露している。変身しない状態でも身体能力が高く、拳で地面を割ってしまえる程。所持する宝珠は冥界を象徴とする青色で、海の特性を持つ。名前の由来は素戔嗚尊。変身時の掛け声は「宝珠天身!! 地冥の青き闇と剣冠の光もて身にまとわせよ七つの宝珠!! 一心 二天 三神 四界 五色 六光 七つのパステル その身にまとえドミニオン!!」。
ヴァジュラムとの戦い後、進級し6年1組（担任は高原先生）となる。鈴希と美琴と離れてしまった事を嘆き、北沢と同じクラスになってしまった事を当人に八つ当たりしていた。その1年間をブラック＝ロアと戦い、さらにその後は様々な侵略者との戦いを経て、最終的に鈴希と結婚するに至る。
呪縛結界
エピソード14で使用。魔法陣で相手の動きを封じる。
天上天下破壊神剣
エピソード15で使用。クサナギ・ブレードを『本気で』振るう技。ディオ＝ディナスティアの皇帝ヴァンジェリオを一撃で塵と変え、その大地に巨大な傷痕を残した。
邪悪分子裂斬剣
エピソード19で使用。ゴーレムの邪悪な気のみを斬り、中の人間は傷つかない優れもの。
真空裂斬剣
エピソード22で使用。斬撃の波動を飛ばし対象を切断する。
プラズマ火球
エピソード25で生身のまま使用。何故か海の特性を持つ雪彦が「炎」を使っている。
絶対裂斬ソード クサナギ・ブレード改
エピソード31で使用。心・魔力・力を1つにして奇跡の超物質を生み出す物質化魔法。ブルーが主体の場合はソードが物質化する。
百裂斬
新装版3巻に記述されている必殺技。本編には未登場。

### 聖獣
パステリオンを支える、獣の姿をしたパートナー。
フチコ
パステルレッドのパートナーで、見た目は尻尾が2本ある小動物（美琴いわくキツネ?）である。喜怒哀楽の激しい鈴希を諭したり、ツッコミを入れたり、アドバイスを送ったりしている。心底から鈴希の事を考えており、無茶な戦いをして傷つく鈴希を心配し、涙する場面もあった。カルラやシャガラが地球結界発動によって姿が変わったのに対し、フチコだけ全く姿が変わらない点に関しては謎のままである。
カルラ
パステルイエローのパートナーで、「聖天位金鷲」という称号が示す通り、見た目は金色の鷲。理知的で強い意志を持っており、その身1つで1000以上ものゴーレムの大群に立ち向かった。地球結界の発動により、念積体である彼は姿を維持できなくなり、丸っこくて小さな緑色の鳥の姿になってしまった。性格も理知的な部分を残しつつ明るい性格となった（例として「発明おじさんをハンマーで叩いて気絶させる」という行動に出るなど）。最終決戦で地球結界が消失したため元の姿に戻った。
シャガラ
パステルブルーのパートナーで、見た目は巨大な魚類を彷彿とさせる姿。ブルーの周り100キロをホールドするほどの力を持っており、この結界内ならば、パステリオンが全力で力を振るっても時空に影響を及ぼさない。地球結界の発動により、マンボウのような姿となってしまう。カルラとは異なり、変化後は喋ることが出来なくなっている。雪彦は「この姿にシャガラという名前は似合わない」という事で、シャー君と呼んでいる。最終決戦で地球結界が消失したため元の姿に戻り、自らの巨体を生かして武國殿へ突入した。

### 先代パステリオンと関係者
天寺鈴美（あまてら すずみ / 先代パステルレッド）
エピソード17から登場する鈴希の母。とても1児の母とは思えないほどに若々しい。能天気で明るいお調子者であるが、人の気持ちを鋭く察したり、的確なアドバイスで悩む相手に道を示してくれたりもする。料理が下手で、ケーキを爆発させたり、晩御飯の準備が一騒動だったりするが、鈴希いわく「見てくれを気にしなければ結構美味しい」らしい。生身での身体能力が高く、鈴希とD-アーネをヘッドバットで気絶させたり、雪彦に気取られず背後を取ったりする。頑丈さも凄まじく、階段から転落して頭を打っても、地面の方がひび割れる。王姫や碧とは小学校以来の友達。パステリオンとしてはエピソード26で登場。当代とは異なり、変身すると幼児体形に変化する。
パステルスーパーバーゲンセール
エピソード26で使用。パステルトライアングルでレッド、イエロー、ブルーの魔力を収束させて放つ合体魔法。最終的に放つのがレッドであるためここに記述。オバサンにとっての「悪の心」を光で浄化する魔法。
ハイパーメガトン流星キック
エピソード33で使用。娘（当代）も度々使っていた蹴り技。
月夜碧（つくよ みどり / 先代パステルイエロー）
エピソード26から登場する美琴の母。美琴の16歳状態をそのまま成長させたかのような若々しい姿。美琴同様に落ち着いた物腰の柔らかい口調で話す。鈴美や王姫とは小学校以来の友達。パステリオンとしてはエピソード26で登場。当代とは異なり、変身すると幼児体形に変化する。
癒しの言霊
エピソード30で使用。「いたいのいたいのとんでけ～」の呪文で、対象者の傷を完全に癒す。
封魔爆裂弾
エピソード33で使用。二鷹山ノボレの右側の翼を破壊した。
裾野王姫（すその おうき / 先代パステルブルー）
エピソード24から登場する雪彦の母。青年と見間違えるかのような姿であり、知らずに見ると彼女の方が夫に見えてしまう。スケベ根性を決して許さず、度々珍妙な行動に走る雪彦や雪奈にお仕置きをしている。鈴美や碧とは小学校以来の友達。パステリオンとしてはエピソード26で登場。当代とは異なり、変身すると幼児体形に変化する。当代と同じく剣技に長けており、ムラクモ・ブレードによる戦闘が中心となる。
百裂斬剣
エピソード33で使用。二鷹山ノボレの左側の翼を破壊した。
裾野雪奈（すその ゆきな）
エピソード24から登場。外見は雪彦をそのまま大人にしたかのような姿で、和服を愛用している雪彦の父。性格も行動パターンも雪彦そっくりで女の子が大好き。妻の王姫には頭が上がらず、怒らせる度に「せっかん室」へ連れ込まれてお仕置きされている。
美琴の祖母
孫達のはしゃぎっぷりを「私の代の時よりもにぎやかな子達」と評している。

### サブキャラクター
他のカテゴリに当てはまらないキャラクターを紹介する。
町の発明おじさん
エピソード20から登場。自らの身体をサイボーグに改造しているおじさんで、右手薬指が殺虫剤、左手薬指が火炎放射器など、改造は全身に及ぶ。心霊科学に凝っており、「ゴーストくん カム・ヒア」という装置で幽霊を集めていたが、装置が止まらなくなり大量の幽霊が集まってしまった。非常に丈夫であり、巨大なハンマーの一撃を受けてもすぐに起き上がったり、怪物に踏み潰されてもノーダメージだったりする。後に「科学で人を幸せにしたい」と、現時点で最も不幸な少女であるD-アーネ専属のトレーニングコーチとなる。ヴァジュラムへ行った際には「このおっさん1人いりゃ我が法国ツブされちまうんじゃ?」とD-アーネに言わせるほどに凄まじい戦闘力を発揮した。闇のカクテルの件では、D-アーネの事を娘のように思い、心の底から心配していた。左腕が破壊され、改修を終えて再来した際には「発明おじさんG（グレート）」を名乗っていた。終盤では物語に深く関わった。
科学の勝利パンチ
エピソード29で使用。大僧正を殴り飛ばし、叩き付けた柱をも砕くほどの威力。
科学の勝利キック
エピソード29で使用。大僧正を蹴りつけ、叩き付けた地面を陥没させるほどの威力。
科学の勝利レーザー
エピソード29で使用。左手人差し指から放ち、法国最強の「甲武隊」の一団を瞬時に駆逐した。
全方位型科学の勝利ビーム
エピソード32で使用。ビームを放ちつつ自ら高速回転し、全方位に居た大量の警備ロボットを駆逐した。
科学の怒りパンチ
エピソード34で使用。改修された左腕で放ったパンチ。
幽霊の集合体
エピソード22～23で登場。何千何百という幽霊が合体して生まれた巨人で「バケモノ」や「怪物」と呼ばれている。口を開き、人間の魂を吸い寄せて食べる。魔法で身体を砕かれても、腕を切り飛ばされても瞬時に再生してしまう。
天神（岬神）
エピソード23に登場。幽霊の集合体の「核」で、実は神代の時代に岬に封じられた天神。当時、岬は重要な道しるべであったが、時代と共にそれを必要としなくなり信仰が薄れていった。それによって力が弱まり、消滅を恐れるが故に「闇」に取り込まれてしまった。自分を救い、進むべき道を示してくれた美琴にラブラブとなった。
高原先生
鈴希達のクラス5年3組の担任。エピソード1から出ているが、名前が出るのは少し先。ふとしたきっかけで鈴希や美琴がパステリオンであると知ってしまうが、正体には言及しなかった。エピソード8において、無事に戻ってきた2人の頭を号泣しながら撫でていた。後に副担任としてティー子先生が就任するが、その際に一目惚れしてしまう。エピローグで寄り添っている2人の姿が見られるので、交際は順調のようである。
高原刑事
エピソード4から登場。高原先生の弟で、パステリオンを初めて目撃して以来興味を抱く。ロリコンを否定してはいるが、特にイエロー（美琴）に惚れてしまっている。ふとしたきっかけで鈴希や美琴がパステリオンであると知ってしまうが、正体には言及せず。D-アーネの部下達程度ならば軽くあしらえるほどに武術に長けており、D-アーネに対しても、呪文の詠唱より早い「0.3秒の早撃ち」で怯ませている。ただ、イエローに対する入れ込みぶりを指摘されて激しく動揺した。
「犬」によってゴーレムに変えられても屈しないほどの精神力を持っているが、イエローに助けられた後に当人から言われた一言で白くなるなど、特定方面に関しては弱いらしい。エピソード33で究極業霊無に立ち向かうべく警察を集合させるが、何故か「説得」という行動に出た挙句、砲撃を受けて撃沈。エピローグでは見事にその恋を実らせ、美琴と結婚するに至った。
北沢
美琴をいじめている主犯格で、エピソード1から出ているが、名前が出るのは少し先。最初は単なるむかつきやイライラなどでいじめているようだったが、ゴーレムの襲撃から救われて以来、別の意味で意識するようになる。以降は程度が軽くなっていたずらレベルとなり、意味合いも「気を引くため」となっていく。また、ツンデレ的な態度で親切をしたりもするように。美琴にベタベタする雪彦を敵視するが、雪彦には軽くあしらわれてしまう。エピソード20においては、肝試しの際にズルをして美琴と同じペアになり、手を繋いで顔を赤らめるようになるなど、より強く意識するようになっている。美琴に「来ないで」と泣き叫びながら逃げられた（原因は幽霊）際には、本気でショックを受けていた。エピソード23の最後で美琴の正体を知ってしまう。エピローグでは、その恋は実らず、腐れ縁の雪彦に慰められているシーンがあった。
亀山
北沢の仲間で、エピソード1から出ているが、名前が出るのは少し先。直接美琴に対して何かしている様子は無いが、一緒になって笑っていたりするのでいじめっ子に変わりは無い。
戸沢高虎（とざわ たかとら）
雪彦の家の近所に住む子供。ぱっと見はただの幼稚園児だが、戸隠流忍術の家系であり、いつも他人を手玉に取っている雪彦をも手玉に取るほどの実力者。実は女の子で、跡継ぎが欲しい祖父によって男の子として育てられていた。「雪彦を嫁にする」という願望を持っており、エピソード19のラストでそれを雪彦に伝えた。が、その後の2人の関係は相変わらずであった。エピローグで雪彦は鈴希と結婚してしまったため願望は叶わなくなってしまったが、高虎には触れられていないため現況は不明。
犬瓦先生
エピソード1に登場。校庭に穴を掘り、ゴーレムの種を植えようとするD-アーネを注意するが、呪文でモグラにされてしまう。
吉岡先生
エピソード1に登場。D-アーネ一行の行動を「ドッキリカメラだ!」と言った先生。簡易的な顔しか見えない。
校長先生
エピソード3から登場。校舎の崩壊で精神がおかしくなってしまったが、イエローの魔法で復元したため回復。後にティー子先生を正式に採用するなど、懐の深い一面を見せる。

### 神聖魔法国「ヴァジュラム」
地球とは世界を異にする「魔法次空」にある惑星で、作中における敵勢力である。
D-アーネ（パステルバイオレット）
年齢-14歳　誕生日-12.3月45日　血液型-D型　身長-169cm　体重-57kg　好きなもの-陛下、カツ丼
地上侵攻部隊を率いる指揮官。基本的に頭が悪く、敵からも味方からも良くツッコミをされる。初期はパステリオンが強過ぎるが故に弱く見えていたが、後に「地球結界」によって魔力を持つ者が次元の壁を越える際に抵抗を受ける状態になってもあっさり通り抜けられるくらい魔力が少ない（つまり実際に弱かった）。当初は作戦失敗により新たな幹部が送られる予定だったが、次元の壁の問題でそれが不可能（地球に行けない）となったため、引き続き指揮をとる事となった。
エピソード9で「どくろステッキ」を手に入れてからは、彼女も「変身」が出来るようになった。掛け声は「轟魔力招来!!! 一騎当千 七転八倒 一刀両断 四苦八苦! 黒珠黒衣も麗麗と破軍天破の黒天使!」。変身により数万倍の魔力を得て、砲撃でパステルイエローの「ミラー」を打ち破るまでになった。実はヴァジュラムに征服された少数種族最後の生き残りで、カミーラなどからは「劣等種族のダークカラー」と呼ばれる。また、顔に刻んである魔法文様は魔力を増幅させるための刺青である。いじめられていた幼少時代、初めて優しくしてくれた陛下にただならぬ好意を寄せており、好き（見ていて飽きないという意味で）と言われて沸騰する場面も。睡眠時や気絶時も「陛下」という言葉に反応して目覚める。その後、度重なる作戦の失敗続きと敗北続きにより自己嫌悪に陥るも、心機一転し山篭り修行を開始。発明おじさんをトレーニングコーチに迎えて順調に力を付けていった。その成果の表れが、再び次元の壁を越える際に受けた「凄まじい抵抗」である。
エピソード29において、瀕死の陛下の姿を目の当たりにし、あと3日しか時間が無いと知った事で「自らの身が魔物と化し、二度と陛下に会えなくなろうとも助かりさえすればそれでいい」と覚悟し、禁断のアイテム「闇のカクテル」を口にして超強力な闇の力を取り込み魔力を数万倍にパワーアップさせる。カクテルを口にする直前、発明おじさんに「父親」の姿を見、感謝と謝罪を口にし飛び立っていった。パステリオンの前に姿を現した際、その見た目はウサギの着ぐるみと一体化したようなものとなっていた。最初はパステリオン達に大笑いされるも、パワーアップは本物であり、3人を相手に死闘を演じた。最後はレッドと相打ちになるも、犬の一声で目覚め陛下と再会。口付けを交わし「本来の姿」を取り戻した。
「やさしき光に導かれ… 変われ! 私の体! 変われ 今までの私!!」の声と共に新たな変身を遂げたD-アーネは、実は「異次元のパステリオン」であった。覚醒して最大の敵になる事を恐れた大僧正によって子供の頃にさらわれ「パステリオンを倒すためのパステリオン」という、最大の切り札として使うため洗脳を施されていた。最終的に陛下と結婚するに至る。なお「パステルバイオレット」という名称に関しては、新装版の4巻に記述がある。
メタモル＝フォーズ
エピソード1で使用。鈴希の通う学校の犬瓦先生をモグラに変えた呪文。
ストームオブダークネス
エピソード3で使用。鈴希から詠唱前に攻撃される前に唱えられるよう、早口言葉の特訓をして放つ事が出来た呪文。
バリバリメガトン弾
エピソード5～6で使用。文字が浮かぶ球体を生み出し、それを前方に放つ。放った時の様子はビーム砲のように見える。
百蓮竜花雷（ドラゴンロケット）
エピソード6で初使用。複数のエネルギー弾を放つ。
邪黒爆竜炎（ドラゴンナパーム）招来
エピソード9で使用。魔法陣で増幅された魔界の爆炎を召喚する魔法だが、D-アーネの力では「地球結界」の影響でタバコに火をつける程度の炎しか出なかった。
超魔竜牙槍（ドラグランス）
エピソード9で変身後に使用。イエローの魔法を突き破って見せた。
鬼っ子（オーガ）ボール
エピソード10で使用。球体状の鬼を召喚し投げつける。
合体超魔法300m場外ホームラン
エピソード10で使用。ゴーレムレンジャーが生み出した魔法球を、D-アーネが特製の赤バットで打つというもの。
蛍火
エピソード30で使用。イエローの見よう見まねだが、こちらは1つ1つが通常の呪文の100倍は威力がある魔法球である。
プロミネンスキャノン
エピソード31で使用。太陽に激突した際、そのエネルギーを吸収して「転んでもただじゃ起きんぞ的発想!!」で、砲撃に利用した。その威力は月を木っ端微塵に砕くほど。
D-バスター
エピソード31で使用。パステリオン3人の合体魔法「パステルキャノン」と張り合えるほどの超魔法。
ライフリング・キャノン
エピソード32で使用。全生命力をパワーに変え、命と引き換えに放つ超必殺兵器。これにより「地球侵略を狙う宇宙人の巨大なUFO艦隊」が5728472隻撃沈された。
デル・デル・ファイア
エピソード35で使用。パステリオンとして覚醒した際の試し撃ち程度の呪文だが、レッドが驚くほどの巨大な炎を吹き上げた。ただその際、D-アーネの頭に少しかすっており、若干髪の毛が焼けてしまった。
ドラグランス
ドラグーンロケット
新装版4巻に記述されている必殺技。本編には未登場。
E-リーナ
エピローグにてD-アーネと陛下の間に生まれた娘で、D-アーネ似。陛下似の子供も居るが、そちらは名称不明。
武装兵
D-アーネの部下で数多くの構成員が居る。一様に容姿はハゲで、額に丸い玉が付いている姿である。上司のD-アーネに負けず劣らず頭が悪いが、D-アーネより良識的な考えを持つ者もおり、時折ツッコミや指摘をする事がある。各々の呼ばれ方は「武装兵への6号」など、ナンバーで呼ばれる。
三下駄犬 犬一号
エピソード11から登場。D-アーネからは基本的に「犬」と呼ばれており、三下駄犬というのもD-アーネが勝手に呼んでいるだけで正式な名称ではない。大僧正により送り込まれた者であり、特殊な左目「邪黒水晶眼」から放つ凶暴化光線でどんな物でも凶暴な怪物に変える事ができる（ゴーレムのみならず、球根なども可能）。なお人間に対して使用した場合は、それをゴーレムに変える事も可能であるが、精神力の強い相手の場合コントロールを受け付けない事もある。
プリマス・ド・ヴォルカイア
神聖魔法国ヴァジュラムの第157代法皇、基本的に「陛下」と呼ばれる。気の弱そうな青年で、大僧正からすれば「飾り物」であり、野望のために存在を利用されている。D-アーネとは幼い頃に出会って以来交友があり、彼女が式典に来ていない事で落ち込んだり、式典後に再会できた事を喜んだりと、好意を寄せている様がうかがえる。一方で、カミーラのD-アーネ差別発言からかばってやれなかった事に自己嫌悪する一面も。中盤で具合が悪くなり命の危機に陥るも、それはD-アーネを騙すために大僧正が作り出した幻であった。本来の彼は多少虚弱ではあるものの健康体であり、D-アーネに対して「何も言っていない」事が仇となり、大僧正によってD-アーネを騙すためのネタにされてしまった。「飾り物の法皇」でもできる事として、武國殿のマスターキーを外し、大僧正の魔動砲発射を阻止した。直後、再会したD-アーネに気持ちを伝え、口付けを交わした。最終的にD-アーネと結婚するに至る。
カミーラ
陛下に仕える侍女で、D-アーネを劣等種族だと差別し、敵視している。D-アーネに熱湯をかけ「消毒」され、武装兵によって川に沈められた（ギャグ的に）。
アントナン＝ギガイル
エピソード4から登場。枢機魔法院の大僧正で、D-アーネの上司。冷酷であり「地球の制圧」を目的としてD-アーネに作戦を任せているが、実際は「地球を手に入れた後はどうしようとワシの自由」と、最終的な目的が別の所にある事を匂わせている。その反面頭が悪く細かい一面もあり、報告書の「天気の間違い」を指摘したりもする。終盤では陛下の存在を利用し、D-アーネを思い通りに動かしていた。最終的に「パステリオンとの相打ち」に持ち込み、邪魔者が全て消えるようにも仕組んでいた。また、発明おじさんを犯人役に仕立て上げて陛下を抹殺し、自身が皇帝となるという野望を語った。また、レッドを捕らえて何をするつもりかと聞かれ「Hなこと」と答え、イエローとブルーからぶっ飛ばされるという場面もあった。本当はレッドのエネルギーを利用し、武國殿下部から突き出た魔動砲で地球を破壊する「地球破壊作戦」を最終目的としている。最後は自ら武國殿と一体化し、地球を破壊しようとするも、さすがにパステリオン7人の前にはどうしようもなかった。
妖神召喚
エピソード8で使用。醜い化け物を召喚する魔法。カーヴァイスの腕試しに使用した。
妖神召喚 冥王縛刃牙
エピソード29で使用。複数の巨大な爪を持つ目の怪物と、大きな口を持つ化け物を召喚する。
生体コンピューター アシュリー
大僧正に「ディオ＝ディナスティア」が滅ぼされた事を、映像と共に伝えた。
黒雷のカーヴァイス
エピソード7～8に登場した法軍最精鋭の「甲部隊」の十二羅将が1人。作戦に失敗したD-アーネの処分とパステリオン討伐を命じられたが、地球結界の発動により時空に影響が及び、魔力に対して抵抗が生じたため、行く手を阻まれ黒コゲとなった（ギャグ的に）。クールな美形の青年であるが、D-アーネに対するおしおきとして「おしりペンペン」を命じられた際、顔を赤らめ「やりましょう」などとやる気を見せるむっつりな一面もある。なお作中において他の十二羅将は登場していない。
邪黒撃柱雷
エピソード8で使用。大僧正が召喚した怪物を一瞬で葬り去った魔法。

### 業霊無（ゴーレム）
詳細・概要は後述。作中で登場した業霊無を記述する。
旅ガラス
エピソード1に登場。作中に登場した「戦略業霊無」第1号。大きさは4階建て校舎の屋上より少し高い程度。登場直後に校舎を破壊するも、レッドのハイパーメガトン流星キックにて転倒させられる。D-アーネとの戦う最中に油断したレッドにつかみ掛かるも、ゴッドストームによって完全に破壊された。
天狗ガン
エピソード2、3に登場した戦略業霊無。身体の大半が「超魔砲（見た目は拳銃）」で構成されている。
目明しポリ助
エピソード2、3に登場した戦略業霊無。見た目は江戸時代の岡引。天狗ガンとコンビで登場し、ポリ助が捕縛している間に天狗ガンがレッドを吹っ飛ばすという戦法をとっていた。しかし、美琴の覚醒により超魔砲は防がれた。
ナマナマ・ハーガン
エピソード4に登場した戦略業霊無。巨大な剣で町を破壊して回り、50km四方をぶっ飛ばす必殺兵器「口からほとばしるビィ～ム」を有するが、イエローの魔法二段重ねによって葬られた。
龍征轟（りゅうせいごう）
エピソード5、6に登場した戦略業霊無。高機動力を誇り、D-アーネがパステリオンから撤退する時に有効活用された。宇宙空間での戦いにおいては、突進力をレッドに利用されてカウンターで投げられ、月に激突させられた。この際、月面に直径500kmのクレーターが誕生した。なお、地球結界発動直前には、それを阻止するため大僧正によって同種のゴーレムが大量に（カルラいわく1000以上）送られてきた。
でいくの源吉
エピソード8に登場。作中に登場した「戦術型ゴーレム」第1号で、人間サイズのゴーレム。目撃者である北沢らを始末しようと動くも、レッドの「ハイパーメガトン流星キック」で一蹴された。
ゴーレムレンジャー
エピソード10に登場した戦術型ゴーレム。アカゴーレム、アオゴーレム、キゴーレム、モモゴーレム、ミドゴーレムの5人組。鈴希が憧れる「決めポーズ」を先にやられて怒ったが、パステリオンもそれに対抗して3人揃って初の「決めポーズ」をやり遂げるに至った。戦闘においては5人で協力して巨大な魔法球を生み出し、D-アーネの攻撃のサポートを行った。
ティー子ちゃん
エピソード11から登場した戦術型ゴーレム。鈴希達の学校に教師として潜り込ませる計画で生み出されたが、作成者がD-アーネであるため頭が悪い。美琴のみ即ゴーレムであると気付いたが、鈴希は気付いていなかった（雪彦は不明）。下手に知性があるがゆえに「教師」としての意識が強く芽生え、主であるD-アーネに逆らい生徒を守るという行動に出る。後に「犬」の力で暴走してしまうが、イエローを中心とする合体魔法で元に戻った。操られていた事に自己嫌悪するも、生徒達からの信頼は揺るがず、また校長先生からも認められ、正式に5年3組の副担任として就任する事となる。
鋼鉄ポリダー
エピソード14に登場した戦術型ゴーレム。高原刑事が「犬」によってゴーレムに変えられた姿。美琴を守りたいという思いが強かった影響かD-アーネ達のコントロールを受け付けず、D-アーネ達に攻撃を仕掛けていたが、パステルブルーに対しても攻撃を仕掛けるなど若干見境は無くなっている。ブルーによって動きを止められた後、イエローによって元の姿に戻された。
ゴーレムバス
エピソード19に登場した戦術型ゴーレム。幼稚園バスが「犬」によってゴーレムに変えられた姿。中に園児達を乗せたまま凶暴化し、園児達に危機が及んだが、高虎が原因で気が乗らなかったブルーはそれを無視。作戦を仕掛けたD-アーネの方が「子供達をあんな目に合わせるのは本意じゃない」と、ブルーに懇願するという事態に。ブルーが駆けつけるまでの間は高虎がゴーレムバスと戦っていたが、最終的にはブルーによって救出され、ゴーレムも消滅させられた。
オバンゲ・リューム
エピソード26に登場した戦術型ゴーレム。授業参観に来ていた中で一番強烈そうなオバハンをゴーレム化したもの。おばさんの心理を利用した先代パステルレッドの「パステルスーパーバーゲンセール」によって悪の心を浄化された。
火つけ太郎
エピソード27に登場した戦術型ゴーレム。炎を象った姿をしたゴーレムで放火能力を持つが、そのやり方はマッチで紙に火をつけ、それを家に置いて燃え広がるのを待つという地味なもの。だが、攻撃の際は「過激にファイヤー」と、全身から巨大な炎を放っていた。しかし、先代ブルーがその攻撃を押し返してあっさり決着。
Mt.不死
エピソード33に登場した究極業霊無。名前が示す通り、富士山がモチーフで、全高3776メートルの超巨大ゴーレム。砲撃でブルーを弾き飛ばし、町を無差別砲撃した。エピローグで手錠をかけられ署に連行される姿が描かれている。
二鷹山ノボレ
エピソード33に登場した究極業霊無。鷹がモチーフの数百メートルはある巨大ゴーレム。羽ばたきにより風邪の刃を作り出しイエローに傷を刻んだ。その後、Mt.不死と共に町を無差別攻撃した。
三ナスビ
エピソード33に登場。ゴーレムか否かは不明。ナスビから手足が生えた3人組で、登場後怒ったブルーによって食べられてしまった模様。
ゴーレム甲冑
大僧正が自ら乗り込むタイプのゴーレム。パステリオン3人の同時攻撃と、発明おじさんの攻撃で破壊された。

### ディオ＝ディナスティア
パステルブルーがレッドやイエローと合流する前まで、1年を費やして単身で戦っていた敵勢力。異空間に存在する国で、ヴァジュラムの大僧正いわく「わが国を脅かすほどの軍事大国」である。ブルーが決着をつけ地球に戻ってきたのは、地球ではちょうど戦略馘兵鬼が発動していた頃。
皇帝（インペラトーレ）ヴァンジェリオ
ディオ＝ディナスティアの支配者。数百年に一度、天空の各惑星が直列に並ぶ時、時空に満ちる魔力が最高に高まるという日を利用し、地球を消し去る事を目的としている。また、この日は皇帝にとって『両手に無限の魔力を集める事が出来る時』でもあり、今日の私は無敵だと謳っていたが、ブルーは「敵が弱いと面白くないからハンデとしてあえてこの日を選んだ」のである。
魔天使の軍隊（アルマ＝アポストル）と呼ばれる勢力や、魔天使（アポストール）と呼ばれる女性型の兵力を有している。
ビアンカ＝ネーヴェ&チェネ＝レントラ
ヴァンジェリオの左右に控えていたアポストールで、通常時は美しい女性の姿をしているが、戦闘時には胴体を蛇のように伸ばし、顔も化け物じみた感じに変化する。それぞれ「ブ＝フェーラ＝ディ ネーヴェ」「アポカリーゼ ヴァ＝ランガ」という、口から魔法弾を発射する技を使う。

### その後の侵略者達
エピローグにて描かれた中に登場する、新たな侵略者達を表記。
ブラック＝ロア
目的はヴァジュラムの大僧正と同じく「要石の星」地球の破壊。鈴希達が6年生になってからの1年間に渡って「激しいながらも愉快なバトル」を繰り広げた。鈴希が中学生になる頃には、ブラック＝ロアおよびその部下の少女2名もすっかり地球に馴染んでおり、少女は生徒として、ブラック＝ロアは先生として生活している。
リーブル十騎衆
宇宙の覇権をかけた勝負を挑んできた10人の猛者達。最終的に生き残ったのは2人のみだが、すっかり地球に馴染んでいる。彼ら曰くパステリオン達には本当にお世話になったらしく、幸せを見届ける事を義務と感じている。
暗黒騎神グロージア
地球の破壊を目的とした、鬼のような見た目の侵略者。戦いの後は他の者と同様地球に馴染んでおり、鈴希と雪彦の結婚式でブーケを取った際は大喜びしていた。
フィオナ
グロージアに寄り添う少女。「グロージア様」という呼称を使う。グロージアがブーケを手にした際には嬉しそうな表情を見せていた。
少年剣士（名前不明）
故郷の星「常世の玉座」を救うため、パステリオン達を斬る必要があったらしい。後に他の侵略者同様に地球に馴染んでいる。雪彦に「リコンしたらオレのところに来いよ!」と涙目で訴えかけていた。
魔法使いの子供（名前不明）
パステリオンの強さを聞きつけ、自分の魔法とどちらが強いのか勝負をしに来た。彼も例に漏れず地球に馴染んでおり、結婚式の際には「おねえちゃんなんでボクと結婚してくれなかったの～?」と、鈴希が大好きであるという描写がされている。

### 新世代パステリオン
物語終了から11年後のパステリオン達。
天寺鈴璃（あまてらすずり / 新世代パステルレッド）
鈴希と雪彦の間に生まれた娘で、雪瑠の姉にあたる。鈴希の性格にお姉さんらしい面倒見の良さを足した感じで、見た目は鈴希にポニーテールを足したような姿。雪瑠と姉弟なのに苗字が違うのは、名前の持つ力も魔法力に強い影響を及ぼすため、夫婦別姓を名乗っているが故のこと。
月夜美砂希（つくよ みさき / 新世代パステルイエロー）
美琴と高原刑事の間に生まれた娘。美琴の性格に学級委員長気質を足したような感じで、見た目はロングヘアーの眼鏡っ子。
裾野雪瑠（すその ゆきる / 新世代パステルブルー）
鈴希と雪彦の間に生まれた息子で、鈴璃の弟にあたる。性格は父譲りでほぼそのままの女の子好き。見た目はツインテールで鈴璃より15センチ背が高い。鈴璃と姉弟なのに苗字が違うのは、名前の持つ力も魔法力に強い影響を及ぼすため、夫婦別姓を名乗っているが故のこと。

## 用語集
ここでは作中に登場する用語について記述する。
パステリオン
生まれた時手に握っていた宝珠から力を貰って変身する。変身後の姿は皆、一番魔力が高まる身体である16歳前後の姿となり、宇宙空間での行動も可能となる。当代は不明だが、先代は「パステリオン・アイ」という、昼間でも星の彼方が見える凄い目を持っている。なお、パステリオンの3人の名前は日本古来の神話の登場人物（神）に由来する。
いずれの戦士も強力過ぎる魔法を有するため、使い過ぎると世界のパワーバランスを崩し、時空間全体が力の許容量を越えて崩壊する恐れがある。作中では「既に時空に歪みが生じ、時空のはざまから這い出してきた魔物を退治していた」とフチコが語っていた。エピソード31では、宇宙空間で「やり過ぎないように」戦い、小惑星2783540個消滅、無生物惑星・衛星155421個消滅、超新星爆発7265個という、パステリオンの力の凄まじさが描かれている（ただし、同エピソード内で先代パステリオン達が直しにいくかのような描写がある）。最後に7人が揃った際には「宇宙を7回吹っ飛ばせる宇宙最強のこのメンツ」と、先代レッドが語っていた。
パステルイエローによる「地球結界（後述）」で魔法の力が1万分の1に抑え込まれた後は、問題なく魔法を振るう事ができるようになった。カルラいわくD-アーネの魔力はほとんど0に近くなったらしいが、パステリオンは「恒星1つ吹っ飛ばすくらいの力」が「大陸1つ吹っ飛ばすくらいの力」になった程度らしい。
呪文
本作においては唱える言語が多いほど高威力になるという設定。D-アーネが7000語の詠唱が必要な呪文を超圧縮言語によって72音としているなど、音の数に関する工夫や努力がうかがえる。ほか作中では「確実に相手を殺せる呪文は最低72音だが、D-アーネ様の超魔力をもってすればわずか30音で充分」など、各々の魔力によって、少ない音数でも高い威力の呪文が撃てるようである（例としてパステルイエローはわずか2音でD-アーネを倒してみせた）。
頂門
地球とヴァジュラムを結ぶ次元の扉。「地球結界」の影響で抵抗が生じ、魔力の強い者は通行不可能になってしまった。
超次元通信
異なる空間を結ぶテレビ電話のようなもの。経理のお局様いわく「異次元への通話料はバカ高い」らしい。
業霊無
D-アーネが使役する怪人。主に「種」を植える事によって誕生させる。基本表記は「業霊無」だが、作中では単純に「ゴーレム」と表記している時もある。作った人間の魔力の質で能力も変わる（例として知力の高いゴーレムを作るには、作成者の知性も高くないとダメである）。その種別はいくつかあり、下記にそれを記述する。
戦略業霊無
広範囲破壊型と呼ばれる種で、誕生させるには校庭や公園などの広い敷地が必要。種の大きさはピンポン玉くらいで、誕生するゴーレムの大きさは基本的に10メートル～20メートルほど。「地球結界」発動後は、魔力に反応し「種」が地表に弾かれてしまうため使用不可能となり、下記の戦術型業霊無の使用に切り替えられた。
戦術型業霊無
小規模戦闘や暗殺を目的とした小型のゴーレムで、誕生させるには植木鉢で充分。種の大きさはまさに植物の種で、誕生するゴーレムの大きさは人間サイズ。戦略業霊無と異なり「地球結界」が反応しないため、以降の作戦の主力となった。
究極業霊無
最終作戦で使用されたもので、地球に刻まれた断裂を利用して誕生した。種の大きさは人間の頭より大きく、誕生するゴーレムの大きさは数百メートルから数千メートルにも及ぶ。使用は「地球結界」消失後の事であったため問題は無かった。
戦略馘兵鬼
究極の破壊力を持つ戦略超魔道兵器。3000億言語もの禁呪文を内蔵した巨大な魔法器で、発動すると対象の星（作中では地球）を、3000億語の呪文が取り巻き、呪文を構成する魔文字が超振動し、呪文で覆われた物質の分子を共振させ、対象物を焼き尽くし破壊する。D-アーネは説明の際「電子レンジ」に例えていた。今回使われた物は、イエローとレッドが力を振り絞って発動した「地球結界」でさえ一時停止させるに留まり、イエロー1人になった際は発動が進むなど、カルラ曰く「通常の数倍は威力のある特別製か!?」と疑問を抱かせていた。最終的にはD-アーネの協力により、発動は止められた。
闇のカクテル
ヴァジュラムに古より伝わる禁断中の禁断アイテム。魔力が数万倍にもパワーアップする代物だが、薬の力による肉体の急激な変化によってショック死する者がほとんどだという。また、超強力な闇の力を体内に取り込むため、飲んだ者は1人の例外も無く邪悪で醜い怪物へとその姿を変えてしまう。
空中機動要塞「武國殿」
神聖魔法国「ヴァジュラム」の中枢であるが、本当の姿は地球を破壊するための超巨大な大砲であった。
要石の星
本作における地球は、何千何万という多層次元を繋ぐ「穴」に魔力が流出するのを塞ぐ「フタ」として、太古の創造神が作った星という設定。そのフタ、つまり地球を破壊し全ての世界を流れる「力」を我が物にしようとする輩は絶えない。その「力」を手に入れる事は、究極の魔力すなわち「宇宙全てを律する力」を手に入れたも同然である。

## 単行本

### エニックスGファンタジーコミックス版
1. 第1巻 1995年11月27日初版発行 ISBN 978-4870255487
2. 第2巻 1996年6月27日初版発行 ISBN 978-4870255630
3. 第3巻 1997年1月27日初版発行 ISBN 978-4870255746
4. 第4巻 1997年10月27日初版発行 ISBN 978-4870255913
5. 第5巻 1998年11月27日初版発行 ISBN 978-4870254077

### 一迅社REXコミックス版
1. 第1巻 2009年7月25日初版発行 ISBN 978-4758061599
2. 第2巻 2009年7月25日初版発行 ISBN 978-4758061605
3. 第3巻 2009年9月9日初版発行 ISBN 978-4758061674
4. 第4巻 2009年9月9日初版発行 ISBN 978-4758061681

## ドラマCD
- 1998年4月21日にコロムビアレコードより発売された。
- 収録内容は、ドラマ「魔女っ子少女パステリオン」と主題歌CDが入っている。COCC-14997。
- エニックス系のドラマCDは、出版物扱いとして書籍ルートを通じての販売が多かったが、本作は名実共にCDとして販売された。

### ドラマCDキャスト
- 天寺鈴希：夏樹リオ
- 月夜美琴：中川亜紀子
- 裾野雪彦：南央美
- プラッティ：小谷伸子（現、nobuko）
- ライアー：小泉理奈
- レイン：山口克子
- 発明おじさん：若本規夫
- D-アーネ：久川綾
- その他：丸山直人
- その他：山岸功
- その他：福田憲治
- その他：石川静
- その他：武田亜希
- 観客：ハリー松沢（作者）

#### 主題歌
- 主題歌は声優ユニット「LAMUSE」（中川亜紀子、小谷伸子（当時、現・nobuko）、小泉理奈、山口克子）の4人組グループ（ドラマ出演者と同じ）が担当した。曲題はタイトルに準じている。